# Zoutkeetsingel 40 (Den Haag)
Het gebouw Zoutkeetsingel 40 is gebouwd in de tijd dat Den Haag een industriële nijverheid kende. Het is gelegen aan de Zoutkeetsingel, welke destijds diende als transportroute van vrachtverkeer tussen het Westland en de Haagse binnenstad en tevens onderdeel vormde van de Haagse grachtengordel. 
In de loop van de tijd is het gebouw gebruikt als suikerwerkfabriek door het bedrijf Peco, dat onder andere snoepkettingen en snoephorloges hier maakte. Vanaf 1994 is het gebouw overgenomen door de Katholieke woningbouwvereniging Verbetering Zij Ons Streven (VZOS).
Het pand is inmiddels een gemeentelijk monument. Het argument hiervoor is dat het gebouw nog een van de weinige overgebleven gebouwen uit de periode van de Haagse industriële nijverheid is.